# Női 4 × 100 méteres gyorsváltó az 1970-es úszó-Európa-bajnokságon
Az 1970-es úszó-Európa-bajnokságon a női 4 × 100 méteres gyorsváltó selejtezőit szeptember 10-én, a döntőt szeptember 11-én rendezték. A versenyszámban 11 csapat indult el. A győztes az NDK lett világcsúccsal. A magyar váltó a második helyen végzett.

## Rekordok
|              | Név                                                    | Nemzet       | Idő    | Helyszín    | Dátum               |
| ------------ | ------------------------------------------------------ | ------------ | ------ | ----------- | ------------------- |
| Világcsúcs   | Linda Gustavson Pokey Watson Pam Carpinelli Jan hennel | USA          | 4:01,1 | Santa Clara | 1968. július 6.     |
| Európa-csúcs | Patóh Magda Kovács Edit Gyarmati Andrea Turóczy Judit  | Magyarország | 4:02,6 | Budapest    | 1969. augusztus 24. |

A versenyen új rekord született:
| Európa-bajnoki csúcs | selejtező | NDK · Martina Grunert · Iris Komar · Elke Sehmisch · Sabine Shulze | 4:04,2 | Barcelona, Spanyolország | szeptember 10. |
| világcsúcs           | döntő     | NDK · Gabriele Wetzko · Iris Komar · Elke Sehmisch · Sabine Shulze | 4:00,8 | Barcelona, Spanyolország | szeptember 11. |

## Eredmények
A rövidítések jelentése a következő:
| - Q: továbbjutás időeredmény alapján - ECR: Európa-bajnoki rekord | - WR: világ rekord - ER: Európa-rekord | - NR: országos rekord |

### Selejtezők
| Helyezés | Futam | Név | Nemzet             | Idő    | Megj.      |
| -------- | ----- | --- | ------------------ | ------ | ---------- |
| 1.       | 2     | Martina Grunert (1:02,2) Iris Komar (1:00,9) Elke Sehmisch (1:00,4) Sabine Shulze (1:00,7)                 | NDK                | 4:04,2 | Q, ECR     |
| 2.       | 2     | Kovács Edit (1:02,2) Törzs Mária (1:02,6) Patóh Magda (1:00,4) Turóczy Judit (1:00,2)                      | Magyarország       | 4:05,4 | Q          |
| 3.       | 1     | A. Jonson (1:02,8) Eva Andersson (1:02,1) Anita Zarnowiecki (1:02,2) Vera Kock (1:02,3)                    | Svédország         | 4:09,4 | Q, ECR, NR |
| 4.       | 2     | N. Litvinova (1:02,9) Natalja Bisztrova (1:01,9) Irina Tyeresina (1:02,3) Tatyjana Zolotnyickaja (1:03,2)  | Szovjetunió        | 4:10,3 | Q          |
| 5.       | 1     | Kathryn Smith (1:04,1) L. Hill (1:02,4) Lesley Allardice (1:03,8) Alexandra Jackson (1:00,6)               | Egyesült Királyság | 4:10,9 | Q          |
| 6.       | 1     | Brigitte Dollbaum (1:02,7) Jutta Weber (1:03,5) Doris Meister (1:02,7) Heidi Reineck (1:02,2)              | NSZK               | 4:11,1 | Q, NR      |
| 7.       | 1     | Christine Petit (1:03,0) Jacqueline Pele (1:03,1) Brigitte Caland (1:04,1) Claude Mandonnaud (1:01,7)      | Franciaország      | 4:11,9 | Q          |
| 8.       | 1     | Novella Calligaris (1:02,4) Claudia Giacometti (1:03,5) Patrizia Pasetti (1:03,9) Mietta Strumolo (1.03,2) | Olaszország        | 4:13,0 | Q          |
| 9.       | 2     | L. Telkamo (1:03,8) Yvonne von Kuilenburg (1:02,3) Cora Schouten (1:02,9) F. Smits (1:04,2)                | Hollandia          | 4:13,2 |            |
| 10.      | 1     | Nolan (1:07,3) Vivienne Smith (1:11,3) Emily Bowles (1:06,8) Ann O’Connor (1:05,1)                         | Írország           | 4:30,5 | NR         |
|          | 2     | | Bulgária           |        | DQ         |

### Döntő
| Helyezés | Név | Nemzet             | Idő    | Megj. |
| -------- | --- | ------------------ | ------ | ----- |
|          | Gabriele Wetzko (59,3) Iris Komar (1:00,6) Elke Sehmisch (59,8) Sabine Shulze (1:01,1)                     | NDK                | 4:00,8 | WR    |
|          | Gyarmati Andrea (1:00,3) Turóczy Judit (1:00,4) Kovács Edit (1:01,8) Patóh Magda (1:00,2)                  | Magyarország       | 4:02,7 |       |
|          | Elisabeth Berglund (1:02,0) Eva Andersson (1:01,9) Anita Zarnowiecki (1:01,8) Gunilla Jonsson (1:01,7)     | Svédország         | 4:07,4 | NR    |
| 4.       | Lesley Allardice (1:03,6) L. Hill (1:02,2) Kathryn Smith (1.03,5) Alexandra Jackson (1:00,3)               | Egyesült Királyság | 4:09,6 | NR    |
| 5.       | N. Litvinova (1:03,2) Natalja Bisztrova (1:02,8) Irina Tyeresina (1:02,6) Tatyjana Zolotnyickaja (1:01,2)  | Szovjetunió        | 4:09,8 | NR    |
| 6.       | Brigitte Dollbaum (1:02,6) Jutta Weber (1:03,4) Doris Meister (1:02,3) Heidi Reineck (1:01,9)              | NSZK               | 4:10,2 | NR    |
| 7.       | Novella Calligaris (1:02,2) Claudia Giacometti (1:02,5) Patrizia Pasetti (1:03,4) Mietta Strumolo (1:02,8) | Olaszország        | 4:10,9 | NR    |
| 8.       | Christine Petit (1:03,3) Jacqueline Pele (1:03,0) Brigitte Caland (1:04,0) Claude Mandonnaud (1:01,3)      | Franciaország      | 4:11,6 |       |